# アイザイア・コリアー
アイザイア・ジェイデン・コリアー（Isaiah Jaden Collier, 2004年10月8日 - ）は、アメリカ合衆国・ジョージア州マリエッタ出身のバスケットボール選手。NBAのユタ・ジャズに所属している。ポジションはポイントガード。

## 経歴

### ハイスクール
3年次に1試合平均18得点、7リバウンド、7アシスト、2スティールを記録した。シーズン後はナイキ・EYBLでプレーし、1試合平均17.6得点、5.1リバウンド、6.5アシストを記録した。2022年5月、U18アメリカ代表のワークアウト参加中に膝の半月板を損傷し、EYBLサーキットの残りを欠場することになった。カリー・キャンプに参加し、同キャンプのMVPに選出された。4年次にマクドナルド・オール・アメリカンに選ばれた。また、ナイキ・フープサミットのチームUSAにも選ばれている。ネイスミス年間最優秀予備選手賞を受賞し、ジョージア州ミスター・バスケットボールにも選ばれた。

### リクルート
主要サイトから5つ星評価を受けている。シンシナティ大学、ミシガン大学、USLAからのオファーも検討したが、USCへ入学した。

### カレッジ
2023年6月にUSCに入学した。

### ユタ・ジャズ
2024年のNBAドラフトにて1巡目全体29位でユタ・ジャズから指名され、7月2日にジャズとの契約を結んだ。

## 個人成績

### NBA

#### レギュラーシーズン
| シーズン | チーム | GP | GS | MPG  | FG%  | 3P%  | FT%  | RPG | APG | SPG | BPG | PPG |
| -------- | ------ | -- | -- | ---- | ---- | ---- | ---- | --- | --- | --- | --- | --- |
| 2024–25  | UTA    | 71 | 46 | 25.9 | .422 | .249 | .682 | 3.3 | 6.3 | .9  | .2  | 8.7 |
| 通算     | 通算   | 71 | 46 | 25.9 | .422 | .249 | .682 | 3.3 | 6.3 | .9  | .2  | 8.7 |

### カレッジ
| シーズン | チーム | GP | GS | MPG  | FG%  | 3P%  | FT%  | RPG | APG | SPG | BPG | PPG  |
| -------- | ------ | -- | -- | ---- | ---- | ---- | ---- | --- | --- | --- | --- | ---- |
| 2023–24  | USC    | 27 | 26 | 30.0 | .490 | .338 | .673 | 2.9 | 4.3 | 1.5 | .2  | 16.3 |